# Lee Emanuel
Lee Emanuel (Hastings, 24 gennaio 1985) è un mezzofondista britannico.

## Palmarès
| Anno                                  | Manifestazione          | Sede      | Evento       | Risultato | Prestazione | Note                          |
| ------------------------------------- | ----------------------- | --------- | ------------ | --------- | ----------- | ----------------------------- |
| In rappresentanza della Gran Bretagna |                         |           |              |           |             |                               |
| 2014                                  | Mondiali indoor         | Sopot     | 1500 m piani | Batteria  | 3'48"09     |                               |
| 2015                                  | Europei indoor          | Praga     | 3000 m piani | Argento   | 7'44"48     | Miglior prestazione personale |
| 2016                                  | Mondiali indoor         | Portland  | 3000 m piani | 6º        | 8'00"70     |                               |
| 2016                                  | Europei                 | Amsterdam | 1500 m piani | 6º        | 3'47"57     |                               |
| In rappresentanza dell' Inghilterra   |                         |           |              |           |             |                               |
| 2010                                  | Giochi del Commonwealth | Delhi     | 5000 m piani | Batteria  | 14'31"38    |                               |
| 2014                                  | Giochi del Commonwealth | Glasgow   | 1500 m piani | Batteria  | 3'46"29     |                               |